# Thüringen
Thüringen è un comune austriaco di 2 214 abitanti nel distretto di Bludenz, nel Vorarlberg.